# Società Sportiva Torres Fo.S. 1999-2000
Questa voce raccoglie le informazioni riguardanti la Società Sportiva Torres Fo.S. nelle competizioni ufficiali della stagione 1999-2000.

## Stagione
La stagione della Torres si apre con la riconferma da parte della dirigenza alla direzione tecnica della squadra di Salvatore "Tore" Arca e di quasi tutto l'organico che nel 1998-1999 terminò seconda in campionato alle spalle del ACF Milan di un solo punto. La sessione estiva di calciomercato si limita a vedere il trasferimento dell'attaccante Claudia Cuccu all'Olbia e l'arrivo della giovane e promettente centrocampista Pamela Conti dalla società Aquile Palermo già nel giro della nazionale italiana. Nel novembre di quell'anno, con 5 presenze all'attivo, Rossella Soriga, storica giocatrice della Torres presente in rosa nella promozione in Serie A e nei primi titoli nazionali vinti dalla società sassarese, decide di trasferirsi all'Agliana per quella che sarà la sua ultima stagione nel calcio giocato.
Il buon avvio del campionato di Serie A 1999-2000 si interrompe alla 4ª giornata, con la sconfitta esterna per 2-1 con l'Agliana e sembra irrimediabilmente compromessa per la corsa al titolo il 24 novembre, con la sconfitta, nuovamente in trasferta, con le campionesse d'Italia del Milan nel recupero della 6ª giornata, vittoriose per due reti a zero. Da quel momento tuttavia le ragazze di Tore Arca iniziano la corsa di recupero sulla capolista, vincendo tutti i successivi incontri e, complici alcuni risultati negativi delle rossonere, sorpassandole alla 19ª giornata e rilevandole al primo posto in classifica. Dopo la vittoria esterna sull'Autolelli Picenum per 2-0, la Torres, con due giornate d'anticipo, si aggiudica matematicamente la vittoria del campionato, la seconda nella storia della società.

## Organigramma societario
Area amministrativa
- Presidente: Leonardo Marras

Area tecnica
- Allenatore: Salvatore "Tore" Arca

## Rosa
| N. |                   | Ruolo | Calciatrice       |
| -- | ----------------- | ----- | ----------------- |
|    | Italia (bandiera) | P     | Elisa Forlucci    |
|    | Italia (bandiera) | P     | Simona Spissu     |
|    | Italia (bandiera) | D     | Damiana Deiana    |
|    | Italia (bandiera) | D     | Eleonora Carrus   |
|    | Italia (bandiera) | D     | Maria Grazia Ruiu |
|    | Italia (bandiera) | D     | Gioia Masia       |
|    | Italia (bandiera) | D     | Valeria Glino     |
|    | Italia (bandiera) | D     | Nadia Grassi      |
|    | Italia (bandiera) | D     | Paola Zonza       |
|    | Italia (bandiera) | C     | Manuela Carboni   |

| N. |                   | Ruolo | Calciatrice       |
| -- | ----------------- | ----- | ----------------- |
|    | Italia (bandiera) | C     | Pamela Conti      |
|    | Italia (bandiera) | C     | Monica Placchi    |
|    | Italia (bandiera) | C     | Erika Salaris     |
|    | Italia (bandiera) | C     | Rossella Soriga   |
|    | Italia (bandiera) | C     | Daniela Tavalazzi |
|    | Italia (bandiera) | C     | Tiziana Vampo     |
|    | Italia (bandiera) | A     | Rita Guarino      |
|    | Spagna (bandiera) | A     | Ángeles Parejo    |
|    | Italia (bandiera) | A     | Tamara Pintus     |

## Calciomercato

### Sessione estiva
| Acquisti | Acquisti     | Acquisti       | Acquisti |
| R.       | Nome         | da             | Modalità |
| -------- | ------------ | -------------- | -------- |
| C        | Pamela Conti | Aquile Palermo |          |

| Cessioni | Cessioni      | Cessioni | Cessioni |
| R.       | Nome          | a        | Modalità |
| -------- | ------------- | -------- | -------- |
| A        | Claudia Cuccu | Olbia    |          |

### Sessione invernale
| Acquisti | Acquisti | Acquisti | Acquisti |
| R.       | Nome     | da       | Modalità |
| -------- | -------- | -------- | -------- |
|          |          |          |          |

| Cessioni | Cessioni        | Cessioni | Cessioni   |
| R.       | Nome            | a        | Modalità   |
| -------- | --------------- | -------- | ---------- |
| C        | Rossella Soriga | Agliana  | svincolata |

## Risultati

### Serie A

#### Girone di andata
| Arbitro: | Boresta (Roma) |

|                                                               |           |  |
| Parejo 5’, 43’, 73’ Guarino 17’, 25’, 33’ Conti 28’ Masia 90’ | Marcatori |  |

| Calmasino, Bardolino 9 ottobre 1999, ore 16:00 CEST 2ª giornata    | Bardolino | 1 – 2 referto        | Torres Fo.S. | Stadio comunale Belvedere |
| \| \| \| \| \| Crosina 82’ \| Marcatori \| 80’ Conti 89’ Parejo \| |           |                      |              |                           |
|                                                                    |           |                      |              |                           |
| Crosina 82’                                                        | Marcatori | 80’ Conti 89’ Parejo |              |                           |

| Arbitro: | Guitaldi (Roma) |

|                                                          |           |               |
| Parejo 27’, 41’, 87’ Guarino 33’, 43’, 78’ Tavalazzi 90’ | Marcatori | 16’ Pellizzer |

| Arbitro: | Cristini (Perugia) |

|                         |           |             |
| Fiorini 45+1’ Spina 51’ | Marcatori | 38’ Guarino |

| Arbitro: | Curti (Perugia) |

|                                          |           |                        |
| Guarino 26’, 56’ (rig.) Masia 51’, 90+4’ | Marcatori | 3’ Lattanzi 40’ Panico |

| Arbitro: | Celliento |

|                 |           |  |
| Gazzoli 4’, 37’ | Marcatori |  |

| Arbitro: | Boem (Gallarate) |

|                          |           |  |
| Masia 1’, 51’ Parejo 42’ | Marcatori |  |

| Bologna 20 novembre 1999, ore 14:30 CET 8ª giornata                                   | Bologna CF | 0 – 6 referto                                       | Torres Fo.S. |  |
| \| \| \| \| \| \| Marcatori \| 1’ Pintus 30’ Masia 33’, 40’ Guarino 36’, 43’ Conti \| |            |                                                     |              |  |
|                                                                                       |            |                                                     |              |  |
|                                                                                       | Marcatori  | 1’ Pintus 30’ Masia 33’, 40’ Guarino 36’, 43’ Conti |              |  |

| Arbitro: | Gozzi (Terni) |

|                                                              |           |  |
| Guarino 1’, 38’, 47’, 58’, 88’ Masia 36’, 42’, 52’ Conti 16’ | Marcatori |  |

| Arbitro: | Calamosca (Modena) |

|              |           |                                       |
| Policino 62’ | Marcatori | 10’, 40’ Guarino 18’ Parejo 75’ Vampo |

| Arbitro: | Pagano (Avellino) |

|                                                                      |           |  |
| Parejo 2’ Guarino 8’ Pintus 27’ Tavalazzi 31’ Placchi 74’ Deiana 80’ | Marcatori |  |

| Arbitro: | Vitale (Frattamaggiore) |

|  |           |                           |
|  | Marcatori | 66’, 77’ Deiana 81’ Conti |

| Arbitro: | Gozzi (Terni) |

|                               |           |  |
| Guarino 67’ (rig.) Parejo 78’ | Marcatori |  |

| Arbitro: | Parducci (Massa) |

|             |           |                                                       |
| Viapiana 7’ | Marcatori | 25’, 72’ Guarino 74’, 79’ Parejo 78’ Deiana 85’ Masia |

| Ossi 22 gennaio 2000, ore 14:30 CET 15ª giornata | Torres Fo.S. | 2 – 0 (a tav) | G.E.A.S. | Stadio comunale |

#### Girone di ritorno
| Arbitro: | Rinaldi (Treviso) |

|  |           |                                             |
|  | Marcatori | 5’ (rig.), 85’ Guarino 31’, 51’, 55’ Parejo |

| Arbitro: | Falso (Formia) |

|                       |           |  |
| Guarino 31’ Conti 48’ | Marcatori |  |

| Arbitro: | Vancini (Finale Emilia) |

|  |           |                       |
|  | Marcatori | 5’ Guarino 82’ Parejo |

| Arbitro: | Bellò (Casale Monferrato) |

|                                  |           |  |
| Pintus 29’ Conti 33’ Guarino 68’ | Marcatori |  |

| Roma 26 febbraio 2000, ore 14:30 CET 20ª giornata                                        | Ruco Line Lazio | 0 – 5 referto                                          | Torres Fo.S. |  |
| \| \| \| \| \| \| Marcatori \| 5’ Guarino 45’ Carboni 65’ Parejo 70’ Conti 84’ Deiana \| |                 |                                                        |              |  |
|                                                                                          |                 |                                                        |              |  |
|                                                                                          | Marcatori       | 5’ Guarino 45’ Carboni 65’ Parejo 70’ Conti 84’ Deiana |              |  |

| Arbitro: | Ciotti (Ascoli Piceno) |

|                        |           |  |
| Parejo 46’ Guarino 84’ | Marcatori |  |

| Arbitro: | Branciari (Macerata) |

|              |           |                      |
| Ulivieri 28’ | Marcatori | 60’ Parejo 85’ Conti |

| Arbitro: | Balestra (Cesena) |

|                                                                                |           |                                           |
| Placchi 6’ Conti 10’ Parejo 23’, 81’, 86’ Carboni 38’ Salaris 74’ Deiana 90+2’ | Marcatori | 55’ Tedeschi 71’ Cavallini 90+3’ Li Calzi |

| Arbitro: | De Nitto (Brindisi) |

|            |           |                                                           |
| Parisi 40’ | Marcatori | 3’, 7’, 26’, 60’ Parejo 10’ Deiana 54’ Guarino 68’ Pintus |

| Arbitro: | De Toni (Schio) |

|                                      |           |  |
| Parejo 2’ (rig.), 86’ Conti 34’, 62’ | Marcatori |  |

| Arbitro: | Herberg (Messina) |

|                                  |           |                                                      |
| Bianchi 29’ Palombini 66’ (rig.) | Marcatori | 7’, 12’ Parejo 8’ Pintus 86’ Placchi 90+2’ Tavalazzi |

| Arbitro: | Beom (Gallarate) |

|                                                            |           |                |
| Placchi 3’, 70’ Deiana 18’, 33’ Guarino 36’, 43’ Masia 88’ | Marcatori | 61’ Colasuonno |

| Arbitro: | Bracacina (Macerata) |

|  |           |                 |
|  | Marcatori | 55’, 85’ Parejo |

| Sassari 20 maggio 2000, ore 16:00 CEST 29ª giornata | Torres Fo.S. | 2 – 0 (a tav.) referto | Verona CF | Stadio Acquedotto |

| Arbitro: | Guiaraldi |

|  |           |                                |
|  | Marcatori | 30’, 80’ Tavalazzi 85’ Guarino |

### Coppa Italia
| Arbitro: | Mascia (Cagliari) |

|                                                                                          |           |  |
| Conti 7’ Parejo 10’ Guarino 26’, 45’, 66’, 89’ Deiana 54’ Placchi 73’, 85’ Tavalazzi 90’ | Marcatori |  |

| Arbitro: | Bianchini (Civitavecchia) |

|  |           |                                                                                |
|  | Marcatori | 29’, 58’, 62’, 75’ Guarino 38’, 42’, 45+1’, 46’, 56’, 78’ Parejo 38’ Tavalazzi |

| Nuoro 15 dicembre 1999, ore 14:30 CET 2º turno, gruppo 5 - Andata             | Attilia Nuoro | 1 – 3 referto                    | Torres Fo.S. | Stadio Quadrivio |
| \| \| \| \| \| Sodini 86’ \| Marcatori \| 53’ Parejo 56’ Guarino 63’ Vampo \| |               |                                  |              |                  |
|                                                                               |               |                                  |              |                  |
| Sodini 86’                                                                    | Marcatori     | 53’ Parejo 56’ Guarino 63’ Vampo |              |                  |

| Arbitro: | Guitaldi (Roma) |

|                                        |           |            |
| Parejo 10’, 73’ Guarino 33’ Deiana 60’ | Marcatori | 90’ Sodini |

| Arbitro: | Mascia (Cagliari) |

|            |           |  |
| 74’ Parejo | Marcatori |  |

| Arbitro: | Rosato (Pescara) |

|  |           |                 |
|  | Marcatori | 68’, 73’ Parejo |

| Arbitro: | Rogato (Pescara) |

|                                                            |           |  |
| Parejo 8’, 10’ Carrus 36’ Masia 66’ Guarino 79’ Deiana 87’ | Marcatori |  |

| Arbitro: | De Misto (Brindisi) |

|  |           |                 |
|  | Marcatori | 2’, 22’ Guarino |

## Statistiche

### Statistiche di squadra
| Competizione | Punti | In casa | In casa | In casa | In casa | In casa | In casa | In trasferta | In trasferta | In trasferta | In trasferta | In trasferta | In trasferta | Totale | Totale | Totale | Totale | Totale | Totale | DR   |
| Competizione | Punti | G       | V       | N       | P       | Gf      | Gs      | G            | V            | N            | P            | Gf           | Gs           | G      | V      | N      | P      | Gf     | Gs     | DR   |
| ------------ | ----- | ------- | ------- | ------- | ------- | ------- | ------- | ------------ | ------------ | ------------ | ------------ | ------------ | ------------ | ------ | ------ | ------ | ------ | ------ | ------ | ---- |
| Serie A      | 84    | 15      | 15      | 0       | 0       | -       | -       | 15           | 13           | 0            | 2            | -            | -            | 30     | 28     | 0      | 2      | 123    | 18     | +105 |
| Coppa Italia | -     | 5       | 5       | 0       | 0       | 23      | 2       | 3            | 3            | 0            | 0            | 16           | 1            | 8      | 8      | 0      | 0      | 39     | 3      | +36  |
| Totale       | -     | 20      | 20      | 0       | 0       | -       | -       | 18           | 16           | 0            | 2            | -            | -            | 38     | 36     | 0      | 2      | 162    | 21     | +141 |

### Andamento in campionato
| Giornata  | 1 | 2 | 3 | 4 | 5 | 6 | 7 | 8 | 9 | 10 | 11 | 12 | 13 | 14 | 15 | 16 | 17 | 18 | 19 | 20 | 21 | 22 | 23 | 24 | 25 | 26 | 27 | 28 | 29 | 30 |
| --------- | - | - | - | - | - | - | - | - | - | -- | -- | -- | -- | -- | -- | -- | -- | -- | -- | -- | -- | -- | -- | -- | -- | -- | -- | -- | -- | -- |
| Luogo     | C | T | C | T | C | T | C | T | C | T  | C  | T  | C  | T  | C  | T  | C  | T  | C  | T  | C  | T  | C  | T  | C  | T  | C  | T  | C  | T  |
| Risultato | V | V | V | P | V | P | V | V | V | V  | V  | V  | V  | V  | V  | V  | V  | V  | V  | V  | V  | V  | V  | V  | V  | V  | V  | V  | V  | V  |
| Posizione | 1 | 1 | 1 | 1 | 1 | 2 | 2 | 2 | 2 | 2  | 2  | 2  | 2  | 2  | 2  | 2  | 2  | 2  | 1  | 1  | 1  | 1  | 1  | 1  | 1  | 1  | 1  | 1  | 1  | 1  |

Legenda:

Luogo: C = Casa; T = Trasferta. Risultato: V = Vittoria; N = Pareggio; P = Sconfitta.

### Statistiche delle giocatrici
| Giocatore    | Serie A  | Serie A | Serie A     | Serie A    | Coppa Italia | Coppa Italia | Coppa Italia | Coppa Italia | Totale   | Totale | Totale      | Totale     |
| Giocatore    | Presenze | Reti    | Ammonizioni | Espulsioni | Presenze     | Reti         | Ammonizioni  | Espulsioni   | Presenze | Reti   | Ammonizioni | Espulsioni |
| ------------ | -------- | ------- | ----------- | ---------- | ------------ | ------------ | ------------ | ------------ | -------- | ------ | ----------- | ---------- |
| M. Carboni   | 19       | 2       | ?           | ?          | ?            | ?            | ?            | ?            | 19+      | 2+     | ?           | ?          |
| E. Carrus    | 27       | 0       | ?           | ?          | ?            | 1            | ?            | ?            | 27+      | 1      | ?           | ?          |
| P. Conti     | 26       | 13      | ?           | ?          | ?            | 1            | ?            | ?            | 26+      | 14     | ?           | ?          |
| D. Deiana    | 25       | 9       | ?           | ?          | ?            | 3            | ?            | ?            | 25+      | 12     | ?           | ?          |
| E. Forlucci  | 28       | -?      | ?           | ?          | ?            | ?            | ?            | ?            | 28+      | 0+     | ?           | ?          |
| V. Glino     | 26       | 0       | ?           | ?          | ?            | ?            | ?            | ?            | 26+      | 0+     | ?           | ?          |
| N. Grassi    | -        | -       | -           | -          | ?            | ?            | ?            | ?            | 0+       | 0+     | 0+          | 0+         |
| R. Guarino   | 25       | 33      | ?           | ?          | 7            | 13           | ?            | ?            | 32       | 46     | ?           | ?          |
| G. Masia     | 26       | 11      | ?           | ?          | ?            | 1            | ?            | ?            | 26+      | 12     | ?           | ?          |
| Á. Parejo    | 25       | 33      | ?           | ?          | 8            | 15           | ?            | ?            | 33       | 48     | ?           | ?          |
| T. Pintus    | 26       | 5       | ?           | ?          | ?            | ?            | ?            | ?            | 26+      | 5+     | ?           | ?          |
| M. Placchi   | 26       | 5       | ?           | ?          | ?            | 2            | ?            | ?            | 26+      | 7      | ?           | ?          |
| M. G. Ruiu   | 26       | 0       | ?           | ?          | ?            | ?            | ?            | ?            | 26+      | 0+     | ?           | ?          |
| E. Salaris   | 15       | 1       | ?           | ?          | ?            | ?            | ?            | ?            | 15+      | 1+     | ?           | ?          |
| D. Tavalazzi | 28       | 6       | ?           | ?          | ?            | 2            | ?            | ?            | 28+      | 8      | ?           | ?          |
| R. Soriga    | 5        | 0       | ?           | ?          | 2            | 0            | ?            | ?            | 7        | 0      | ?           | ?          |
| S. Spissu    | ?        | -?      | ?           | ?          | ?            | ?            | ?            | ?            | ?        | 0+     | ?           | ?          |
| T. Vampo     | 7        | 1       | ?           | ?          | ?            | 1            | ?            | ?            | 7+       | 2      | ?           | ?          |
| P. Zonza     | 17       | 0       | ?           | ?          | ?            | ?            | ?            | ?            | 17+      | 0+     | ?           | ?          |